# Jordan
Jordan, službeno Hašemitska Kraljevina Jordan, je azijska država na Bliskom Istoku. Glavni grad je Amman. Na krajnjem jugozapadu kratkom obalom (26 km) izlazi na Crveno more. Na zapadu graniči s Izraelom i područjem Zapadne obale, na sjeveru sa Sirijom, na sjeveroistoku s Irakom i na jugu i istoku sa Saudijskom Arabijom.

## Povijest
Povijest Jordana nakon osamostaljenja 1946. obilježena je pokušajima balansiranja između strana u izraelsko-palestinskom sukobu. Iako je podržavao težnju Palestinaca za neovisnom državom, Jordan je pod vodstvom kralja Husseina (na vlasti 1953. – 1999.) održavao dobre odnose i s državama Zapada, a 1994. potpisan je mirovni ugovor s Izraelom.

## Zemljopis
Sjeverni i istočni dio zemlje su dio Sirijske pustinje. Na zapadu se nalazi Jordanska rasjedna dolina kroz koju protječe rijeka Jordan i ulijeva se u Mrtvo more čija je obala (−417 m) najniža točka na površini Zemlje. Planinska područja odvajaju ovu dolinu od pustinje na istoku.

## Stanovništvo
Islam je najzastupljenija religija. Arapski, odnosno njegov lokalni dijalekt, jezik je većine stanovništva. U Jordanu živi oko 2,1 mil. palestinskih izbjeglica koji uglavnom imaju jordansko državljanstvo.

## Gospodarstvo
Nakon dugogodišnje gospodarske ovisnosti o inozemnoj pomoći, izvozu fosfata i potaše te doznakama iseljenika, Jordan je u posljednjih desetak godina krenuo putem reformi i slobodne trgovine. Dugoročni gospodarski rast ovisit će o održanju regionalne stabilnosti.

## Sport
Jordanska nogometna reprezentacija plasirala se u finale Azijskoga nogometnog prvenstva 2024. godine.

## Vanjske poveznice
Sestrinski projekti
|  | Zajednički poslužitelj ima stranicu o temi Jordan    |
|  | Zajednički poslužitelj ima još gradiva o temi Jordan |
|  | Wječnik ima rječničku natuknicu Jordan               |